# Жан-Крістоф Міттеран
Жан-Крістоф Міттеран (фр. Jean-Christophe Mitterrand; нар. 19 грудня 1946) — радник президента Франції з африканських справ у період з 1986 по 1992 роки, бізнесмен, журналіст, син колишнього французького президента Франсуа Міттерана.

## Біографія
Міттеран народився у місті Булонь-Біянкур у 1946 році. В юності був кореспондентом газети Agence France Presse. Деякий час жив у Мавританії.
У 1990-х роках Жан-Крістоф Міттеран разом із російським бізнесменом Аркадієм Гайдамаком був замішаний у скандалі з торгівлі зброєю в Африці (Ангологейт). Згідно з наявною інформацією, він виконував роль посередника між російськими торговцями зброї та урядом Анголи на чолі з Хосе Едуарду душ Сантушом, організуючи незаконне перевезення озброєння з Росії до Африки. 22 грудня 2000 Міттеран, за особистим наказом магістрата Філіпа Кур'є, ув'язнений Санте в Парижі, звідки вийшов вже 11 січня 2001. Однак 4 липня йому було пред'явлено нове звинувачення щодо незаконного обігу зброї, також пов'язаної з Анголою.
17 жовтня 2001 проти Жан-Крістофа Міттерана висунуті нові звинувачення, але вже за фактом корупції. Суд обклав Міттерана штрафом у розмірі 600 000 євро за ухилення від сплати податків.